# 于武真
于武真（1941年2月—），河北正定人，中华人民共和国政治人物、外交官。
1998年，接替瞿文明，担任中华人民共和国驻塞拉利昂大使。2001年，由樊桂金接任。